# Buccinulum brunobrianoi
Buccinulum brunobrianoi is een slakkensoort uit de familie van de Buccinidae. De wetenschappelijke naam van de soort is voor het eerst geldig gepubliceerd in 1993 door Parth.